# Huta Szkła Kryształowego „Julia”

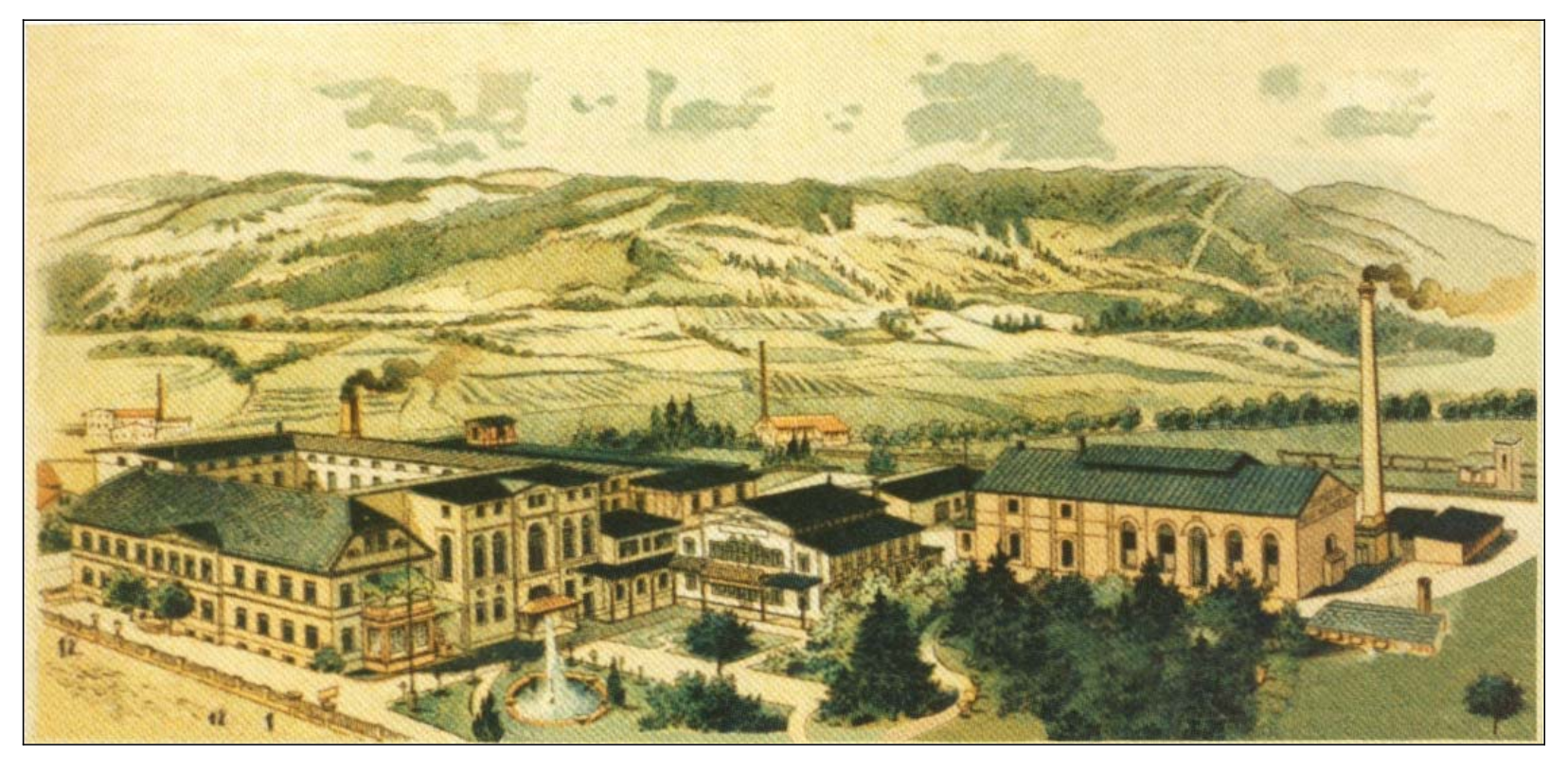
Huta Julia w Piechowicach

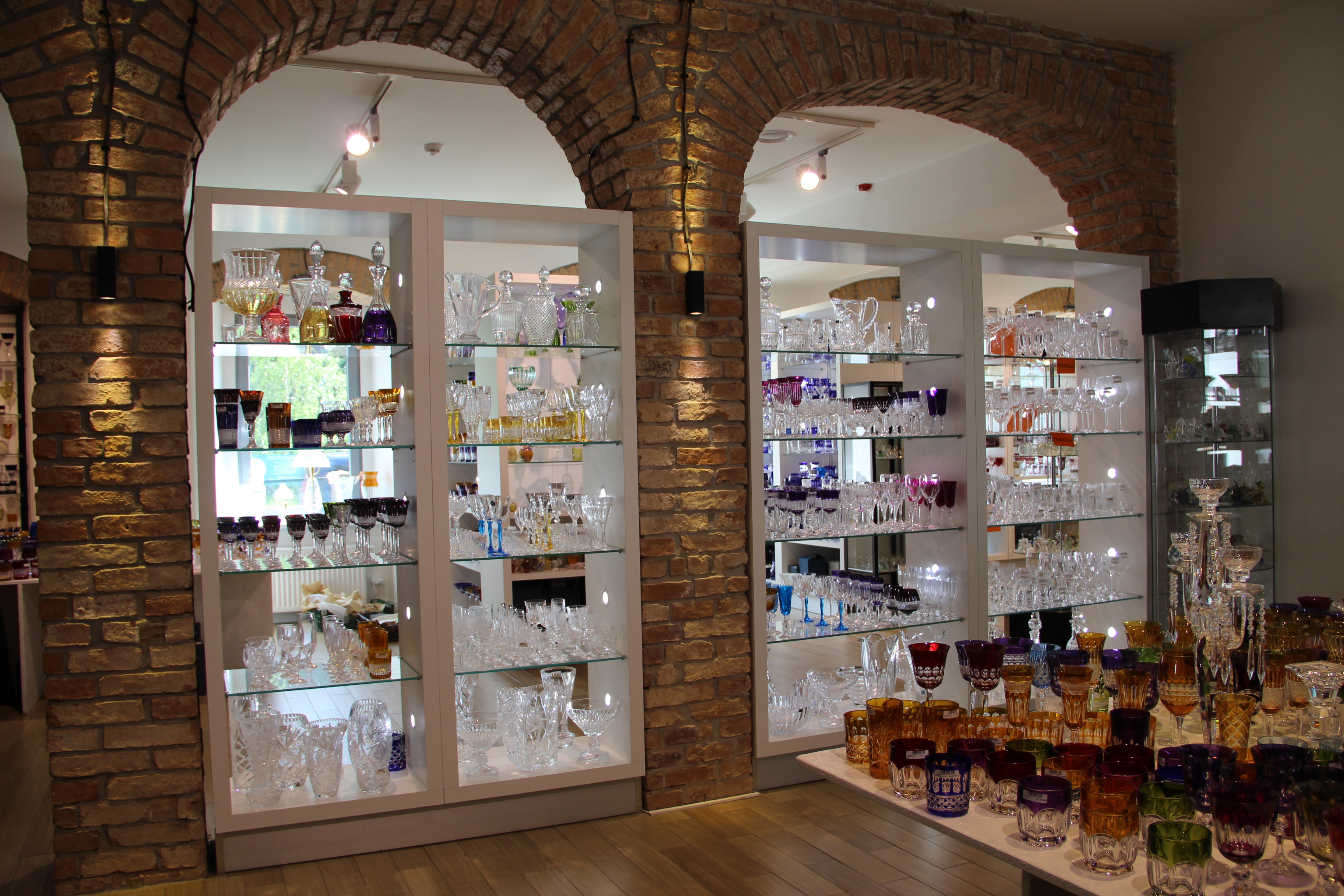
Huta Szkła Kryształowego Julia, Piechowice – Sklep Kolorowy

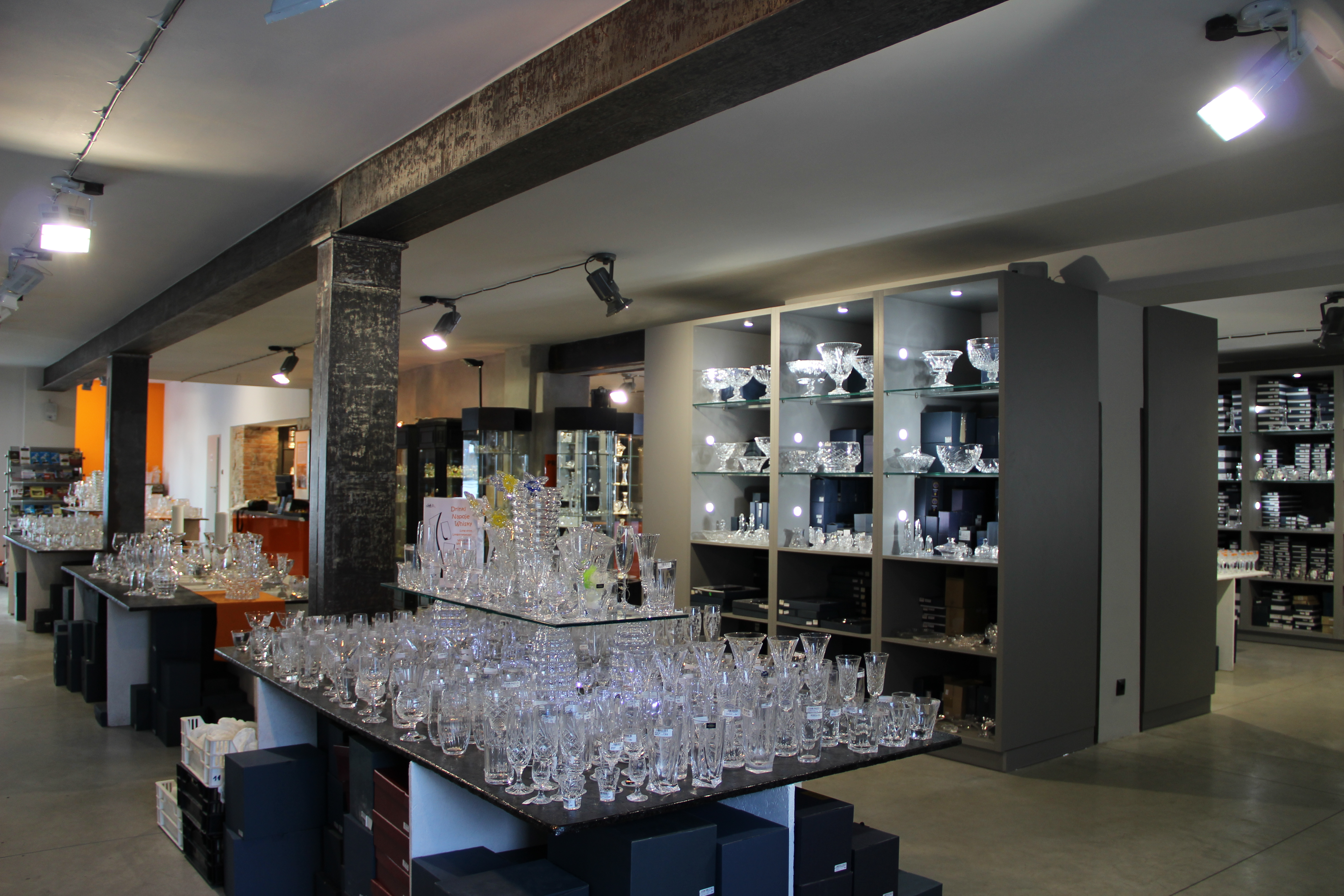
Huta Szkła Kryształowego Julia, Piechowice – Sklep Biały

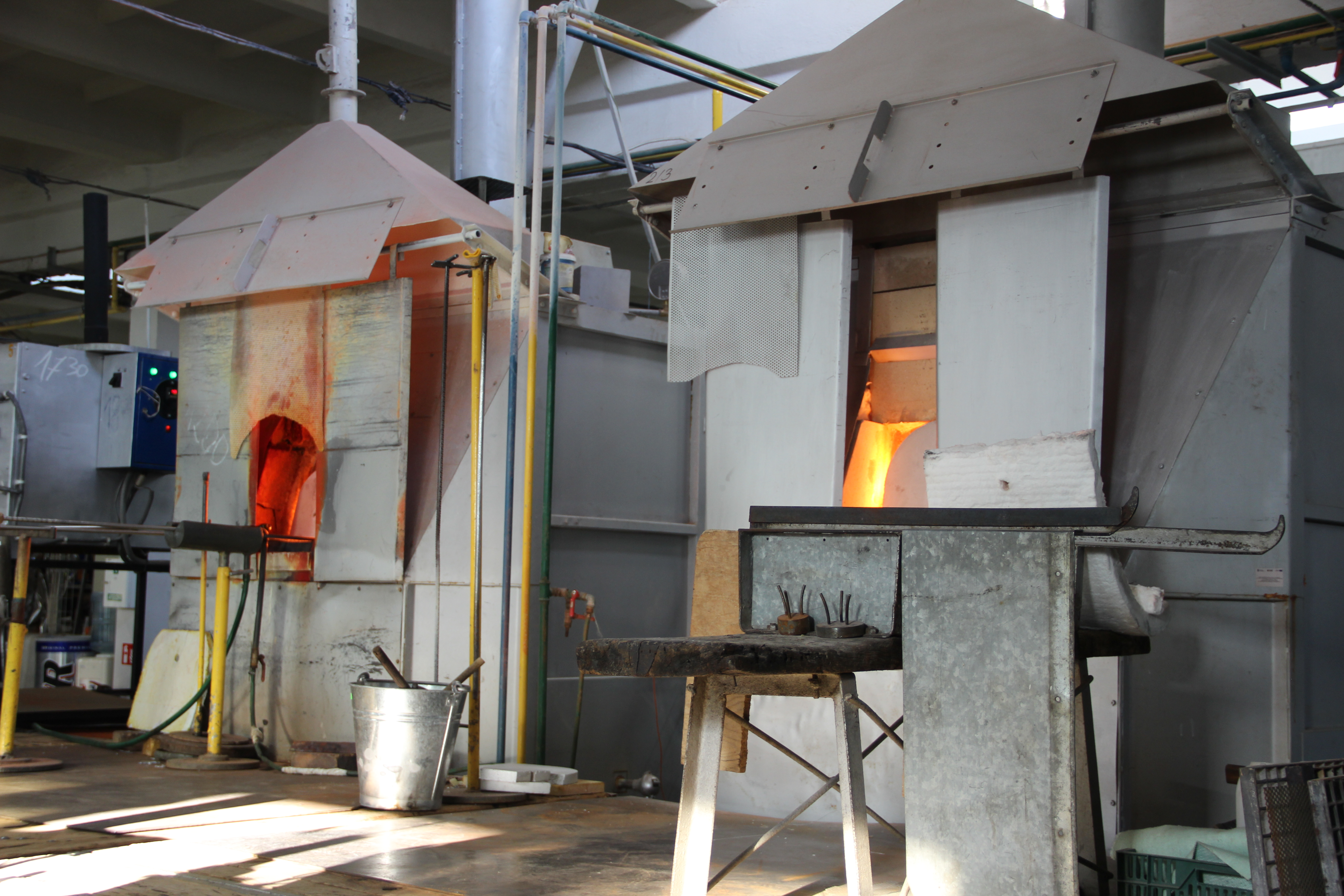
Huta Szkła Kryształowego Julia, Piechowice – piece hutnicze

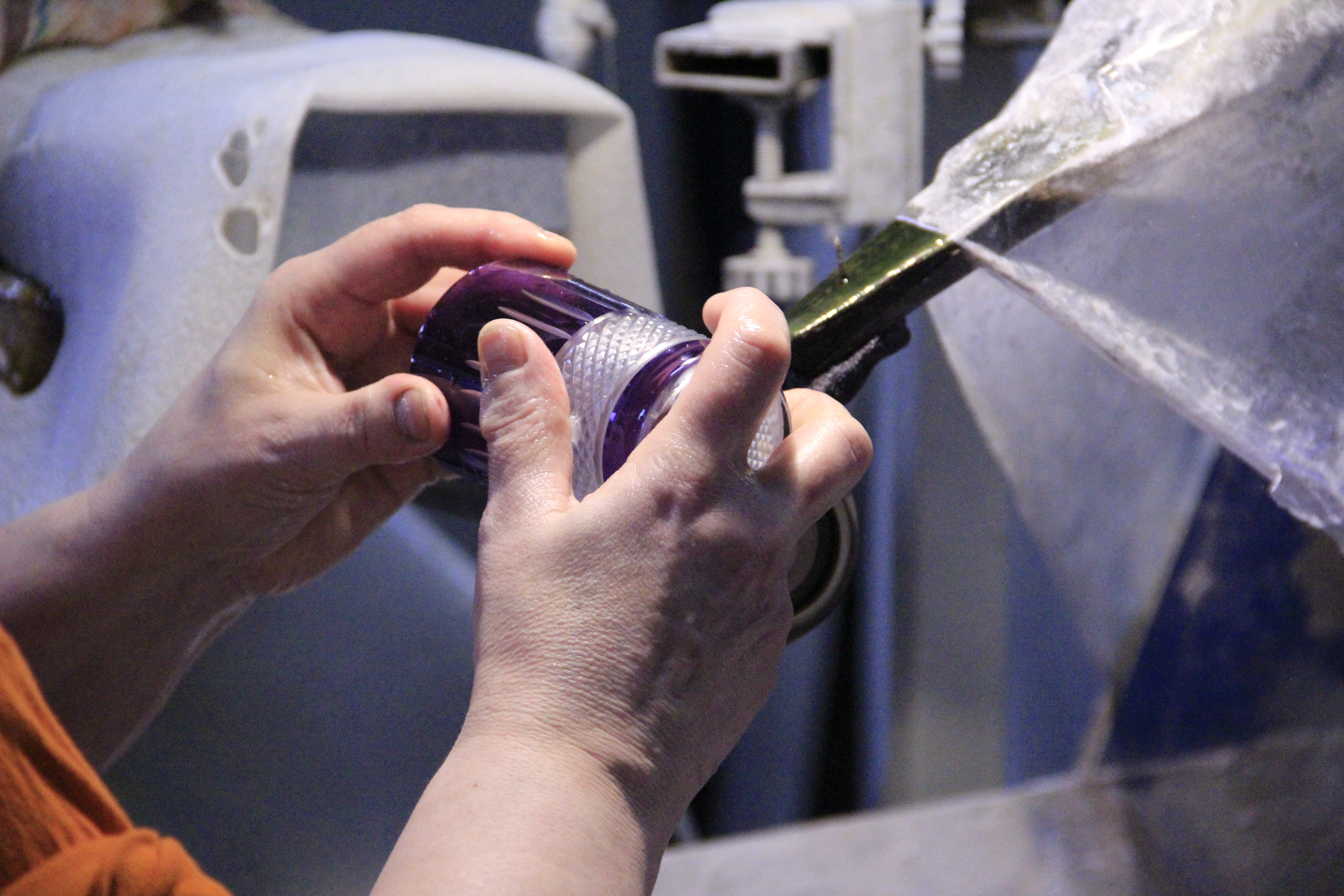
Huta Szkła Kryształowego Julia, Piechowice – ręczne zdobienie

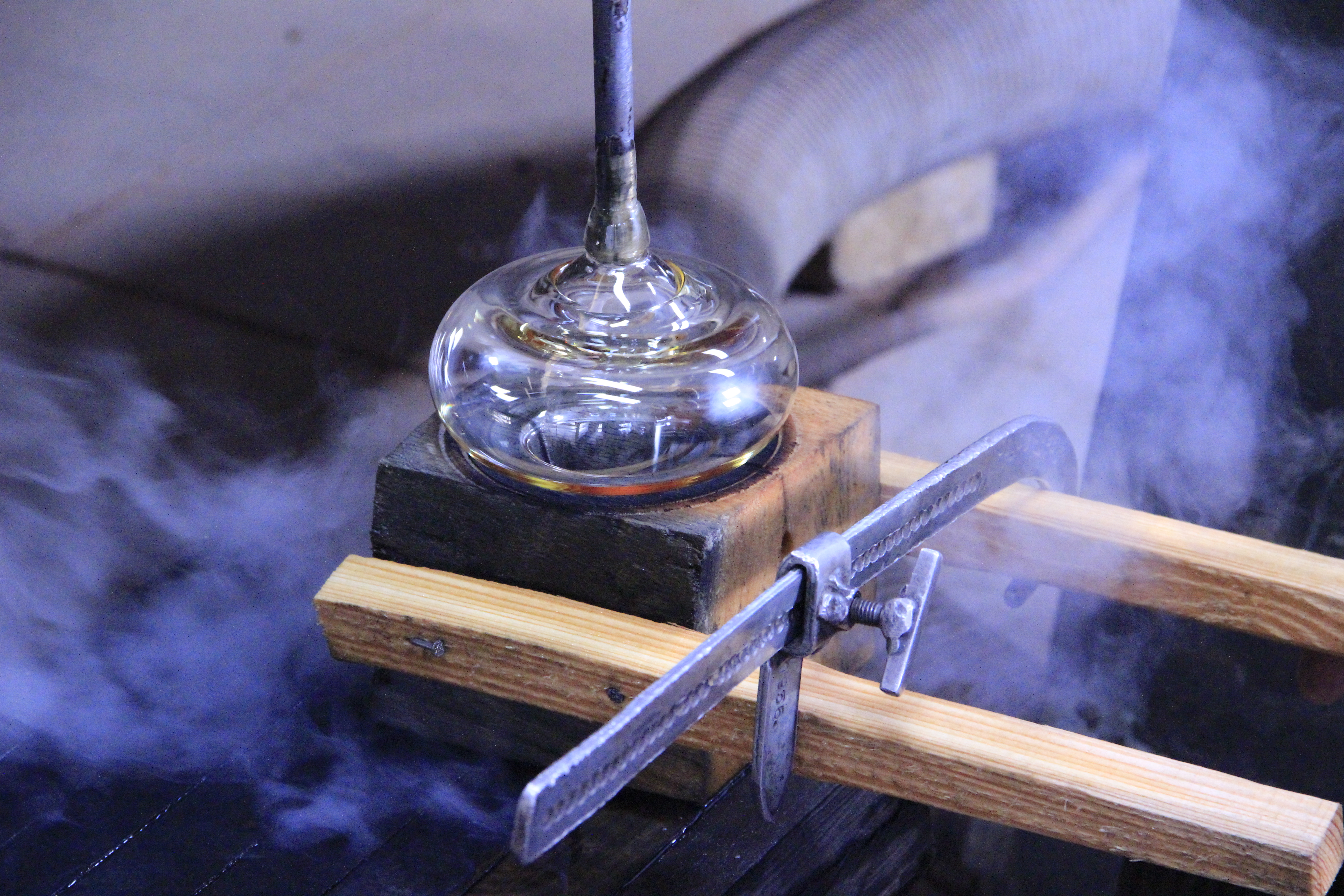
Huta Szkła Kryształowego Julia, Piechowice – dmuchanie szkła

Huta Szkła Kryształowego Julia w Piechowicach – jeden z niewielu istniejących producentów szkła kryształowego w Polsce, podtrzymujący dawne tradycje regionu, produkujący ręcznie formowane i szlifowane produkty

## Historia
Historia huty łączy się nierozerwalnie z hutą Josephine ze Szklarskiej Poręby oraz hutą Fritza Heckerta z Piechowic. Huta Josephine powstała w 1842 roku na polecenie śląskiego rodu Schaffgotschów. Ciesząca się światową sławą huta Josephine (...) zbudowana przez wybitnego fachowca Franza Pohla, została nazwana Josephine na cześć żony hrabiego. Nowocześnie wyposażona huta zatrudniała wielu wysoko wykwalifikowanych fachowców przy trzech piecach wytopowo-wyrobowych i w przylegających zakładach zdobniczych. Huta Josephine produkowała przede wszystkim serwisy na stoły królewskie całej Europy. Wyroby jej charakteryzowały się elegancją, szlachetnymi proporcjami i znakomitym, perfekcyjnym wykonaniem. Międzynarodową sławę przyniosła jej Londyńska Wystawa Światowa w 1851 r., na której Josephine zaprezentowała unikatowe obiekty. Medal otrzymała za szkła barwne i za setki przycisków wykonanych w technice millefiori.
Pod koniec XIX wieku huta Josephine zyskuje groźnego konkurenta. W 1866 r. Fridrich Wilhelm Heckert buduje rafinerię w Piechowicach, specjalizującą się w obróbce części do żyrandoli i wytwarzaniu luster kryształowych. Surowiec szklany pozyskuje z huty hrabiego Schaaffgotscha Josephine ze Szklarskiej Poręby. Początkowo malowano i złocono tam naczynia w stylu neorenesansowym wykonane z zielonego i oliwkowego szkła, wzorowane na niemieckich i niderlandzkich Römerach i Humpenach. Jakość techniczna i wartość artystyczna malatur była bardzo wysoka – i właśnie te historyzujące dekoracje rozsławiły piechowicką rafinerię. Od lat 80. XIX w. w piechowickiej wytwórni powstawały ozdobne szkła, tzw. „Jodhpur”, inspirowane metalowymi i zdobionymi emalią naczyniami z indyjskiej prowincji o tej właśnie nazwie. Natomiast z końca XIX w. pochodzi seria naczyń ozdobnych, które przypominały formą starożytne greckie naczynia ceramiczne i syryjsko-rzymskie szkła antyczne.
Na początku lat dwudziestych miały miejsce liczne próby przejęcia Huty Josephine na drodze fuzji przedsiębiorstw. W roku 1923 huta Fritza Heckerta w Piechowicach łączy się z hutą Josephine w Szklarskiej Porębie oraz firmą Kynast Kristal Neumann & Staebe w Sobieszowie, zawiązując spółkę akcyjną z marką handlową Josephine. Od tej pory dwie największe karkonoskie huty z wspólnie kontynuują podbój światowych rynków. Z trzech firm powstała jedna pod nazwą Josephinenhutte Ag. JO-HE-Ky. Przedsiębiorstwo zatrudniało 1400 robotników oraz urzędników i wkrótce podjęło wiodącą rolę w Niemczech jako wytwórca luksusowych przedmiotów. Zakład posiadał 4 piece wytopowo – wyrobowe i około 800 miejsc szlifierskich w Piechowicach, Szklarskiej Porębie i w Sobieszowie, jak również dysponowała wieloma podobnymi punktami w całej Kotlinie Jeleniogórskiej. Każdy wyrób Josephine był pracą artystyczną zarówno pod względem formy, jak i dekoracji. Huta Josephine otrzymywała liczne złote medale i odznaczenia. W 1935 r. Firma Neumann & Staebe zakończyła wspólną działalność w spółce akcyjnej. Okres drugiej wojny światowej przynosi pogorszenie sytuacji towarzystwa. W latach 1939/40 – 1940/41 zbyt w porównaniu z okresem bezpośrednio poprzedzającym wojnę uległ stosunkowo nieznacznemu zmniejszeniu. Tow. akc. JAG należało w czasie wojny do niemieckiego kartelu szkła gospodarczego, z siedzibą w Dreźnie, a po jego rozwiązaniu w marcu 1941 r. do Markt- und Leistungsgemeinschaft der Deutschen Hohlglasindustrie w Berlinie. Zmuszone ono zostało do przestawienia produkcji na asortymenty potrzebne gospodarce wojennej i od 24 V 1940 r. produkuje już szklane opakowania konserwowe.
Po II wojnie światowej, gdy Śląsk przypadł Polsce, huta produkowała nadal. Niemieccy mistrzowie uczyli fachu szklarskiego polskich następców. Do roku 1958 używano nazwy Josephine. W 1958 r. Schaffgotschowie kupili w Schwäbisch Gmünd dawną hutę "Cecylia" i przemianowali ją na Josephine. Jednocześnie wytoczyli proces polskim władzom administracyjnym o nieprawne użycie miana Josephine, w następstwie czego nazwa huty została zmieniona na "Julię".
Po zakończeniu działań wojennych administracja polska przejęła i odpowiednio zabezpieczyła hutę "Julia". Bardzo poważnie ucierpiała natomiast huta w Piechowicach, którą odbudowano i uruchomiono dopiero w r. 1956. Huta "Julia" była pierwszą uruchomioną w Polsce po wojnie hutą szkła kryształowego.
Huta Szkła Julia w Szklarskiej Porębie została zamknięta w 1992 r., jednak fabryka szkła w Piechowicach działała nadal pod tą nazwą. W 1993 r. przekształcono zakład w spółkę z ograniczoną odpowiedzialnością z kapitałem amerykańskim. Produkowała głównie kryształy użytkowe, dmuchane i prasowane, przeznaczone przede wszystkim na rynek amerykański. Produkcję zakończono w 2000 r.
Obecnie czynny jest zakład w Piechowicach, mieszczący się w budynkach słynnej Huty szkła Fritza Heckerta.
W 2006 roku, huta Julia w Piechowicach, bez wcześniej wydzielonego z majątku firmy obiektu w Szklarskiej Porębie, została zakupiona przez firmę KOLGLASS od syndyka masy upadłościowej. Od momentu zakupu właściciel wraz z załogą podjęli wysiłek ocalenia produkcji. Firma posiada również prawa do zarejestrowanego znaku towarowego "Julia". Dziś huta sprzedaje w kraju i na rynkach całego świata. Odwiedzają ją tysiące turystów, którzy mogą usłyszeć o tradycjach szklarskich regionu i zobaczyć niezmienione od wieków metody wytwarzania szklanych dzieł sztuki.

## Turystyka
Turyści mogą obserwować ręczny proces produkcji szklanych dzieł oraz uczestniczyć w warsztatach, gdzie poznają tajniki sztuki szklarskiej. Ścieżka turystyczna prowadzi przez wiele działów m.in. miejsca gdzie doświadczeni rzemieślnicy dmuchają i formują gorącą masę szklaną tworząc kryształowe produkty na oczach turystów.

## Nagrody
2012 Nagroda Liczyrzepy za osiągnięcia w turystyce – "Najlepszy produkt turystyczny
2013 Dolnośląski Klucz Sukcesu – nagroda w kategorii "Dolnośląska firma najlepiej współpracującej ze społecznością lokalną i organizacjami pozarządowymi"
2014 Certyfikaty Polskiej Organizacji Turystycznej dla Najlepszego Produktu Turystycznego w 2014 roku dla województwa dolnośląskiego
2015 Nagrody Marszałka Województwa Dolnośląskiego za całokształt działalności na rzecz rozwoju turystyki

## Muzea
- Duży zbiór historycznych wyrobów z Huty Julia znajduje się w kolekcji Muzeum Karkonoskiego w Jeleniej Górze[13].